# Zakrzewo Wielkie (Ciechanów)
Pour les articles homonymes, voir Zakrzewo Wielkie.
Zakrzewo Wielkie (prononciation : [zaˈkʂɛvɔ ˈvjɛlkʲɛ]) est un village polonais de la gmina de Grudusk dans le powiat de Ciechanów de la voïvodie de Mazovie dans le centre-est de la Pologne.

## Géographie
Il se situe à environ 7 kilomètres au sud-ouest de Grudusk (siège de la gmina), 18 kilomètres au nord de Ciechanów (siège du powiat) et à 94 kilomètres au nord de Varsovie (capitale de la Pologne).

## Histoire
De 1975 à 1998, le village appartenait administrativement à la voïvodie de Ciechanów.